# Worochta
Worochta (ukrainisch und russisch Ворохта; polnisch Worochta) ist eine Siedlung städtischen Typs in der westukrainischen Oblast Iwano-Frankiwsk mit etwa 4200 Einwohnern.

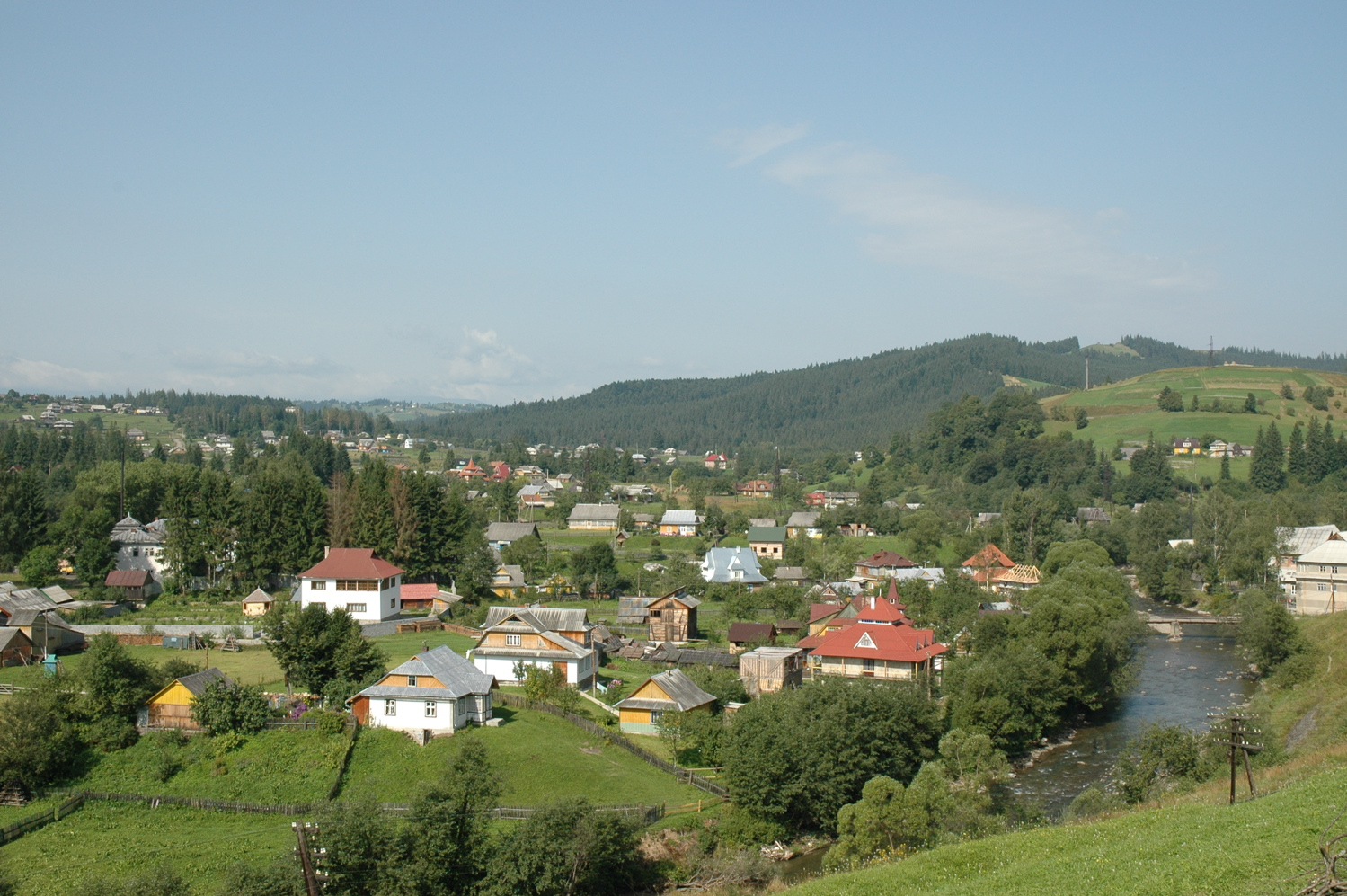
Blick über die Ortschaft

## Geografische Lage
Die Ortschaft liegt auf einer Höhe von 748 m am Oberlauf des Flusses Pruth auf der Nordseite des Karpatenbogens, etwa 71 Kilometer südlich von Iwano-Frankiwsk. Die Siedlung gehörte bis Juli 2020 zur Stadtgemeinde von Jaremtsche und wurde vom Gebiet des Rajons Nadwirna umschlossen. Durch Worochta verläuft die Regionalstraße Р-24, die in Richtung Südosten über den Krywopillja-Pass nach Werchowyna führt.

## Geschichte
Der Ort entwickelte sich nach dem Bau der Eisenbahn (Bahnstrecke Sighetu Marmației–Iwano-Frankiwsk) und der Errichtung einer Haltestelle ab 1894 zu einer größeren Ortschaft, 1895 wurde zusätzlich eine Waldbahn im Pruth-Tal bis zur Mündung des Foreschtschanka-Baches gebaut. Er blieb ein Zentrum der Huzulen in diesem Gebiet.
Nach dem Ende des Ersten Weltkriegs kam der Ort zu Polen und entwickelte sich zu einem Tourismuszentrum.
1939 wurde Worochta zunächst von der Roten Armee besetzt und kam 1941, nach dem deutschen Überfall auf die Sowjetunion, unter deutsche Verwaltung. 1945 wurde Worochta wieder von der Sowjetunion erobert und verblieb in der Ukrainischen SSR. Seit dem Zerfall der Sowjetunion 1991 ist es ein Teil der unabhängigen Ukraine.
Unter sowjetischer Herrschaft wurde die Siedlung zu einem Wintersportort ausgebaut, heute gibt es viele Skilifte und Pisten rund um den Ort. Seit 1960 hat Worochta den Status einer Siedlung städtischen Typs. 1965 wurde die Waldbahn, die damals eine Gesamtlänge von 13,5 Kilometern hatte, eingestellt.

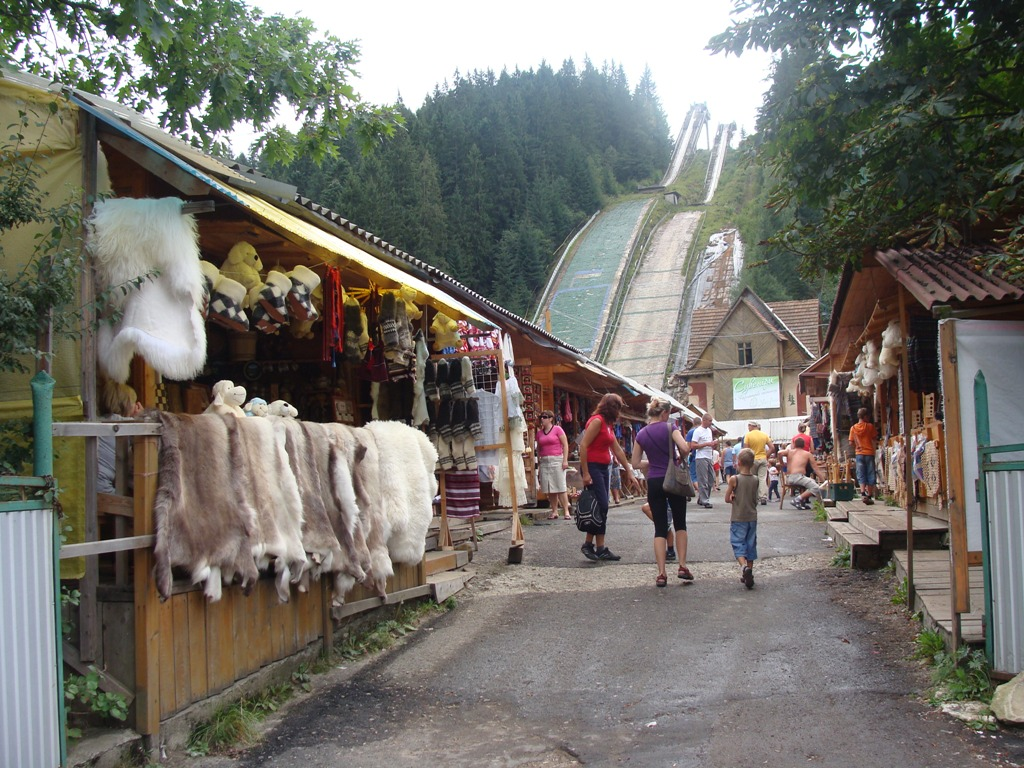
Skischanze Avanhard in Worochta

## Verwaltungsgliederung
Am 19. Dezember 2019 wurde die Siedlung zum Zentrum der neu gegründeten Siedlungsgemeinde Worochta (Ворохтянська селищна громада/Worochtjanska selyschtschna hromada), zu dieser zählten auch das Dorf Dobrotiw, bis dahin bildete sie zusammen mit Tatariw die Siedlungsratsgemeinde Worochta (Ворохтянська селищна рада/Worochtjanska selyschtschna rada) als Teil der Stadtratsgemeinde Jaremtsche.
Am 17. Juli 2020 wurde der Ort Teil des Rajons Nadwirna.
Folgende Orte sind neben dem Hauptort Worochta Teil der Gemeinde:
| Name                     | Name       | Name              | Name     | Name |
| ukrainisch transkribiert | ukrainisch | russisch          | polnisch |      |
| ------------------------ | ---------- | ----------------- | -------- | ---- |
| Tatariw                  | Татарів    | Татаров (Tatarow) | Tatarów  |      |

## Persönlichkeiten
- Oleksandr Proswirnin (1964–2010), Nordischer Kombinierer
- Dmytro Proswirnin (* 1967), Skispringer
- Oleksandr Lasarowytsch (* 1984), Skispringer
- Witalij Kalinitschenko (* 1993), Skispringer
- Wolodymyr Weredjuk (* 1993), Skispringer